# Teline monspessulana
Teline monspessulana é uma espécie de planta com flor pertencente à família Fabaceae. 
A autoridade científica da espécie é (L.) K.Koch, tendo sido publicada em Dendrologie 1: 30. 1869.

## Portugal
Trata-se de uma espécie presente no território português, nomeadamente em Portugal Continental, no Arquipélago dos Açores e no Arquipélago da Madeira.
Em termos de naturalidade é introduzida nas três regiões atrás referidas.

## Protecção
Não se encontra protegida por legislação portuguesa ou da Comunidade Europeia.